# Fabriano Basket 1981-1982
Questa voce raccoglie le informazioni riguardanti la Fabriano Basket , sponsorizzata Honky, nella stagione 1981-1982.

## Roster
- Mark Crow[1]
- Giovanni Tassi[1]
- Maurizio Lasi[1]
- Nunzi[1]
- Leonardo Sonaglia[1]
- Gambelli[1]
- Al Beal[1]
- Castelli[1]
- Valenti[1]

Allenatore: Alberto Bucci